# Hulsig Kirke
Hulsig Kirke er en kirke i Hulsig syd for Skagen. Kirken blev opført 1893-1894 i nyromansk stil efter tegning af arkitekt Vilhelm Ahlmann. Kirken blev indviet d. 6. august 1894.

## Eksterne kilder og henvisninger
- Wikimedia Commons har flere filer relateret til Hulsig Kirke
- Hulsig Kirke hos KortTilKirken.dk